# Мабиноги о Манавидану
Мабиноги о Манавидану (вел. Manawydan fab Llŷr, „Манавидан, син Лиров”) је легендарна прича из средњовековне велшке књижевности и трећа од Четири гране Мабиногија. Ово је директан наставак друге гране, Мабиногија о Бранвен, и бави се последицама Бранове инвазије на Ирску и ужасном чаролијом која претвара Дивед у пустош. Главни ликови приче су Манавидан, законити краљ Британије, његов пријатељ Придери, краљ Диведа, и њихове супруге, Ријанон и Кигва. Заједно са осталим гранама, ова прича се може пронаћи у средњовековним рукописима Црвена књига Хергеста и Бела књига Ридерха. Алузије на причу се могу наћи и у две старе тријаде сачувана у Велшким тријадама.
Књижевник Вил Паркер је предложио да ова грана у великој мери црпи инспирацију из ирске приче Протеривање Десија, која описује племе из Ирске које се населило у југозападном делу Велса током мрачног доба и основало Краљевство Дивед, као и из саге Битка код Маг Мукраме, која дели низ структурних и тематских сличности са причом о Манавидану. Он трећу грану описује као „мит о пореклу кимбрско-гелске краљевске куће Диведа”.
Ову грану прати Мабиноги о Мату, у којој се радња премешта из Диведа у Гвинед.

## Синопсис
Након што је испоштовао последње жеље свог брата Брана Благословеног, сахранивши му главу окренуту према Француској како би спречио инвазију, Манавидан прати свог пријатеља Придерија у Краљевство Дивед, где се овај поново састаје са својом женом Кигвом. Током боравка тамо, Манавидан се жени Ријанон, обудовелом Придеријевом мајком, док Придери одлази у Кент да изложи оданост узурпатору Касвалону. Убрзо потом, магична магла се спушта на земљу, остављајући је празном од свих припитомљених животиња и људи, осим четворо главних јунака.
Придери и Манавидан путују у Енглеску да зараде за живот бавећи се различитим занатима, али су приморани да напуштају један по један град како би избегли сукобе са другим занатлијама који су им завидели због њихове изузетне вештине. Вративши се у Дивед, Манавидан и Придери одлазе у лов и наилазе на белог вепра, пратећи га до огромне, високе тврђаве. Противно Манавидановом савету, Придери улази у тврђаву и прилази прелепој златној чинији. Чим је додирне, ноге му се залепе за под, руке за чинију, и он губи способност говора. Манавидан узалудно чека његов повратак, а потом доноси вест о његовом нестанку Ријанон. Прекоривши мужа због лошег друштва, и Ријанон улази у тврђаву и доживљава исту судбину као и њен син. У насталој магли, Придери, Ријанон и сама тврђава — нестају. Кигва тугује због губитка мужа, али је Манавидан теши, и њих двоје одлазе у Енглеску, одакле их поново протерују због њихове врхунске занатске вештине.
Вративши се у опустелу земљу, њих двоје сеју три поља пшенице, али прво поље бива уништено пре жетве. Следеће ноћи страда и друго. Манавидан чува треће поље и када угледа мишеве како га уништавају. Он хвата једног и одлучује да га обеси наредног дана. Један учењак, један свештеник и један бискуп му, један за другим, нуде дарове у замену за мишев живот, али он одбија. Када га питају шта жели за живот миша, он тражи ослобађање Придерија и Ријанон и укидање чаролије над Диведом. Бискуп пристаје јер је миш заправо његова жена. Открива се да је узрок свих њихових невоља био чаробњак Луид ап Кил Којд, који је желео да се освети за понижење свог пријатеља Гваула ап Клуда, које су му нанели Пуил и Ријанон. Чаролија над Диведом бива прекинута.